# 19 Фортуна
19 Фортуна — великий астероїд Головного поясу, відкритий 22 серпня 1852 року. Він має склад, подібний до 1 Церери: темно забарвлена поверхня, що піддалась сильному космічному вивітрюванню, містить примітивні органічні сполуки, включаючи толіни. Фортуна має діаметр 225 км і одне з найменших відомих геометричних альбедо для астероїда діаметром понад 150 км. Її альбедо було виміряно на рівні 0,028 і 0,037.Входить в топ-20 астероїдів Головного поясу за розміром.